# Lazarus Chakwera
Lazarus McCarthy Chakwera (Lilongwe, 5 april 1955) is een Malawisch politicus en theoloog. Hij is de leider van de Malawi Congress Party en sinds 2020 de president van Malawi.

## Biografie
Lazarus Chakwera werd in 1955 geboren in toenmalig Nyasaland. Hij studeerde filosofie aan de Universiteit van Malawi en theologie aan de Universiteit van het Noorden en de Universiteit van Zuid-Afrika. In 2000 promoveerde hij aan de Trinity International University in de Verenigde Staten. Hij trouwde in 1977 en kreeg vier kinderen.
Van 1983 tot 2000 was Chakwera als docent verbonden aan de Assemblies of God School of Theology, waarvan hij vanaf 1996 ook de directeur was. Van 1989 tot mei 2013 bekleedde hij het voorzitterschap van de Assemblies of God. In 2005 werd hij benoemd tot hoogleraar aan het Pan-Africa Theological Seminary.

### Politieke loopbaan
In 2013 werd Chakwera verkozen tot voorzitter van de conservatieve Malawi Congress Party (MCP). Kort daarop trok hij zich na 24 jaar terug als leider van de Assemblies of God. In mei 2014 trad Chakwera namens de MCP aan als presidentskandidaat bij de Malawische verkiezingen. Hij nam het op tegen Peter Mutharika (DPP) en de zittende president Joyce Banda (PP). Chakwera veroverde 27,8% van de stemmen en eindigde daarmee als tweede, ruim voor Banda (20,2%) maar ook op duidelijke afstand achter Mutharika (36,4%). Hoewel de verkiezingen volgens menigeen gemanipuleerd waren, riep Chakwera de bevolking op vreedzaam te blijven en de uitslag te accepteren. Hij nam vervolgens als oppositieleider zitting in het nationale parlement.
Bij de volgende verkiezingen, in mei 2019, werd Chakwera opnieuw Mutharika's belangrijkste uitdager. Het verschil tussen beide kandidaten was ditmaal een stuk kleiner: Chakwera behaalde ruim 35% van de stemmen, tegen ruim 38% voor Mutharika, die zodoende herkozen werd. De resultaten veroorzaakten grote onrust toen lijsten met verkiezingsresultaten vervalst bleken te zijn en waarnemers van de oppositie werden bedreigd. Desondanks werd Mutharika door de Hoge Raad van Justitie toch uitgeroepen als winnaar, waarna hij werd aangesteld voor een nieuwe vijfjarige termijn. Dit leidde in Malawi tot felle demonstraties. Uiteindelijk werden de uitslagen door het Hooggerechtshof ongeldig verklaard, waardoor een nieuwe presidentsverkiezing uitgeschreven diende te worden. De verkiezingsdatum werd twee keer verschoven en viel uiteindelijk op 23 juni 2020.

#### Presidentschap
Chakwera sloot voor de verkiezing van 2020 een alliantie met andere oppositiepartijen. Deze keer slaagde hij erin zo'n 60% van de stemmen te vergaren en Mutharika, die 40% van de stemmen achter zich kreeg, overtuigend te verslaan. Chakwera nam het presidentschap op 28 juni 2020 over en werd de eerste president van de MCP sinds Hastings Banda (1966–1994). Op de samenstelling van zijn kabinet kreeg hij echter stevige kritiek, aangezien verschillende ministers die hij benoemde onderling familie van elkaar bleken te zijn en er binnen de regering bovendien een ongelijk evenwicht ontstond tussen mannen en vrouwen. Daarnaast benoemde Chakwera zijn dochter en de schoonmoeder van zijn vicepresident Saulos Chilima op diplomatieke posities. Zelf werd hij, naast zijn presidentschap, eveneens minister van Defensie.
In augustus 2021 werd Chakwera voor de periode van een jaar benoemd tot voorzitter van de Ontwikkelingsgemeenschap van Zuidelijk Afrika (SADC). In diezelfde maand diende oud-president Mutharika bij het Grondwettelijk Hof een aanklacht in om de resultaten van de presidentsverkiezing van 2020 alsnog nietig te verklaren, omdat vier van zijn vertegenwoordigers geen zitting hadden gehad in de kiescommissie.